# Prachaksinlapakhom (huyện)
Prachaksinlapakhom (tiếng Thái: ประจักษ์ศิลปาคม) là một huyện (amphoe) ở miền trung của tỉnh Udon Thani, đông bắc Thái Lan.

## Địa lý
Các huyện giáp ranh (từ phía bắc theo chiều kim đồng hồ) là: Nong Han, Ku Kaeo, Kumphawapi và Mueang Udon Thani.

## Lịch sử
Tiểu huyện (king amphoe) được thành lập ngày 1 tháng 6 năm 1997 từ khu vực tách ra từ Kumphawapi. The creation became effective on ngày 1 tháng 7 năm 1997.
Theo quyết định của chính phủ Thái Lan vào ngày 15 tháng 5 năm 2007, tất cả 81 tiểu huyện đều được nâng lên thành huyện. Với việc đăng công báo ngày 24 tháng 8, việc nâng cấp này thành chính thức .

## Hành chính
Huyện này được chia thành 3 phó huyện (tambon), các đơn vị này lại được chia ra thành 41 làng (muban). Không có khu vực đô thị, có 3 Tổ chức hành chính tambon.
| STT. | Tên           | Tên Thái  | Số làng | Dân số |  |
| ---- | ------------- | --------- | ------- | ------ |  |
| 1.   | Na Muang      | นาม่วง     | 14      | 10.023 |  |
| 2.   | Huai Sam Phat | ห้วยสามพาด | 13      | 6.857  |  |
| 3.   | Um Chan       | อุ่มจาน     | 14      | 7.813  |  |